# Томашівка (Житомирський район)
Томаші́вка — село в Україні, в Новоборівській селищній територіальній громаді Хорошівського району Житомирської області. Населення становить 48 осіб.

## Історія
У 1906 році колонія Фасівської волості Житомирського повіту Волинської губернії. Відстань від повітового міста 46 верст, від волості 8. Дворів 31, мешканців 226.

## Населення
За даними перепису 2001 року населення села становило 48 осіб, з них 97,92 % зазначили рідною українську мову, а 2,08 % — білоруську.